# Мюнхенская конференция по безопасности
Мюнхенская конференция по безопасности (нем. Münchener Sicherheitskonferenz, англ. Munich Security Conference) — ежегодная международная конференция, которая проводится в Мюнхене (Германия), с февраля 1963 года, на которой политики, военнослужащие и представители бизнеса, неправительственные организации и эксперты по вопросам безопасности обсуждают актуальные вопросы в сфере безопасности, вне дипломатических и протокольных требований. 
Главной целью конференции является обсуждение актуальных вопросов внешней политики, политики безопасности и обороны западного мира. Это самая большая в мире конференция по такого рода вопросам. Ранее она называлась Конференцией по военным вопросам (нем. Wehrkundetagung) и Мюнхенская конференция по политике безопасности. Конференция проводится в отеле Байeришер Гоф (нем. Hotel Bayerischer Hof). Организатором является Фонд Мюнхенской конференции по безопасности (некоммерческая организация) (нем. die Stiftung Münchner Sicherheitskonferenz (gemeinnützige) GmbH).
Основатель и руководитель до 1998 года — немецкий издатель Эвальд-Генрих фон Клейст-Шменцин. С 1999 года эту роль исполнял бывший советник канцлера Германии Гельмута Коля по внешним и оборонным вопросам Хорст Тельчик. С 2009 года руководство взял на себя Вольфганг Ишингер, а в 2022 году — Кристоф Хойсген.
Участниками форума в первые 30 лет были военные и политические лидеры государств NATO — OTAN, политологи и представители средств массовой информации (СМИ) и так далее. С 1990-х годов в конференции участвуют представители России и других государств Восточной Европы (с 1995 года), Китая, Индии, Японии.

## Список конференций
| №    | Год  | Даты проведения               | Обсуждаемые темы |
| ---- | ---- | ----------------------------- | --- |
| 49-я | 2013 | 1—3 февраля                   | Европейский долговой кризис, трансатлантические отношения, кризисные регионы Ближнего Востока и Африки, а также энергетическая безопасность и кибертерроризм. |
| 50-я | 2014 | 31 января— 2 февраля          | - Политический кризис на Украине. Госсекретарь США Джон Керри пообещал поддержать украинскую оппозицию, а министр иностранных дел России Сергей Лавров, в свою очередь, обвинил страны Запада в содействии насильственным столкновениям на Украине, которое вышло из-под контроля. Верховный представитель ЕС по иностранным делам и политике безопасности Кэтрин Эштон выступила с посреднической инициативой, пригласив к участию представителей украинских сторон конфликта и европейских министров иностранных дел. - Угрозы безопасности. В ходе обсуждения бывший президент Франции Валери Жискар д'Эстен отметил, что количество крупных войн уменьшилось, а уровень насилия, риск новых угроз, таких как терроризм или кибератаки наоборот возросли. Бывший госсекретарь США Генри Киссинджер также поделился оценкой усложняющейся ситуации в области глобальной безопасности, сославшись на китайско-японские территориальные конфликты, которые в будущем могут привести к военному конфликту. - Ядерная программа Ирана. В ходе дискуссий министр иностранных дел Ирана Мохаммад Джавад Зариф настаивал на праве своей страны на использование ядерной энергии. Зариф назвал ранее достигнутые договоренности важным началом и заверил в готовности Ирана к конструктивным переговорам. Генеральный директор МАГАТЭ Юкия Амано говорил о положительных отзывах Ирана, но сказал, что «предстоит еще много работы». Министр обороны Израиля Моше Яалон предостерёг от чрезмерного оптимизма и заявил, что «Иран продолжит развивать свою ядерную программу на протяжении всех текущих переговоров». |
| 51-я | 2015 | 6—8 февраля                   | - Война на Донбассе и аннексия Крыма Россией. Министр обороны Германии Урсула фон дер Ляйен обвинила Россию в агрессии к Украине, но высказалась против поставок вооружения на Украину. Встреча генсека НАТО Йенса Столтенберга и министра иностранных дел России Сергей Лавров во время конференции была охарактеризована как «холодная». Лавров обвинил Запад в преднамеренном обострении конфликта на Украине и заявил, что Россия не несет ответственности за конфликт, а также положительно отозвался о франко-германских мирных усилиях. Выступление Лаврова подверглось резкой критике со стороны министра иностранных дел Германии Франка-Вальтера Штайнмайера. Он попросил Москву проявить больше готовности к компромиссу и сказал Лаврову, что его речь не способствовала урегулированию конфликта. Штайнмайер исключил быстрое прекращение боевых действий. Как и ранее канцлер Меркель, Штайнмайер отказался от поставок оружия на Украину и назвал их «крайне рискованными» и «контрпродуктивными». - Ядерная программа Ирана. В связи с переговорами по ядерной программе министр иностранных дел Ирана Мохаммад Джавад Зариф заявил на конференции, что выступает против дальнейшего продления переговоров, срок которых истекает в конце марта 2015 года. Верховный представитель ЕС по иностранным делам и политике безопасности Федерика Могерини выразила оптимизм по поводу хода переговоров с Ираном. Министр по стратегическим вопросам Израиля Юваль Штайниц предупредил на конференции о гонке ядерных вооружений на Ближнем Востоке, если Иран получит ядерное оружие. Штайниц также призвал страны Запада оказывать больше военной и финансовой поддержки Египту, Иордании, курдам и умеренным повстанческим силам в Сирии. - Миграционный кризис. Верховный комиссар ООН по делам беженцев Антониу Гутерриш предупредил об опасностях глобального кризиса беженцев для мира и безопасности. Генсек Amnesty International Салил Шетти обвинил международное сообщество в неспособности защитить права человека. Шетти раскритиковал ЕС за то, что государства-члены приняли всего 9 тысяч беженцев из Сирии, в то время как пяти соседним с Сирией странам необходимо справиться с 3,8 миллионами беженцев. Федеральный министр экономического сотрудничества и развития Германии Герд Мюллер согласился предоставить ливанскому правительству дополнительную помощь и призвал ЕС принять дополнительных беженцев. |
| 52-я | 2016 | 12—14 февраля                 | - Борьба с ИГИЛ. Премьер-министр Ирака Хайдер Аль-Абади упомянул усилия его страны по борьбе с ИГ и добавил, что последуют дальнейшие меры со стороны иракского правительства. В дополнение к положительным событиям, таким как улучшение ситуации с безопасностью в Багдаде , которую он назвал лучшей с 2003 года, премьер-министр назвал тревожным существование групп, которые больше не контролируются иракским государством. Он также резко критиковал несанкционированное размещение войск Турцией на территории Ирака. - Ситуация на Ближнем Востоке. |
| 53-я | 2017 | 17—19 февраля                 | Внешняя политика Китая, борьба с терроризмом, кризис на Ближнем Востоке, ядерная программа Ирана и нормандская группа. |
| 54-я | 2018 | 16—18 февраля                 | |
| 55-я | 2019 | 15—17 февраля                 | |
| 56-я | 2020 | 14—16 февраля                 | |
| 57-я | 2021 | 19—21 февраля (онлайн-формат) | «Америка вернулась» |
| 58-я | 2022 | 18—20 февраля                 | Эскалация российско-украинского кризиса, нестабильная ситуация в сфере безопасности. |
| 59-я | 2023 | 17—19 февраля                 | Эскалация российско-украинского кризиса, нестабильная ситуация в сфере безопасности. |
| 60-я | 2024 | 16—18 февраля                 | Эскалация российско-украинского кризиса, нестабильная ситуация в сфере безопасности. В числе прочего, участники мероприятия обсудят ситуацию на Ближнем Востоке. Западные лидеры надеются оказать давление на Израиль, чтобы тот не осуществлял наземное наступление на палестинский Рафах. |
| 61-я | 2025 | 14—16 февраля                 | Вопросы управления мировой политикой, экономическое сотрудничество, ядерная многополярность, устойчивость демократии, климатические проблемы, различные вызовы глобальной безопасности. Дискуссии о состоянии международного порядка и будущем трансатлантического партнёрства. Обсуждение роли Европы в мировой политике. |

## 43-я конференция
Выступление президента России Владимира Путина на 43-й мюнхенской конференции в 2007 году, получившее название Мюнхенская речь, вызвало большой резонанс в обществе и некоторыми политологами было названо началом новой холодной войны.

## 51-я конференция
51-я Мюнхенская конференция по безопасности прошла с 6 по 8 февраля 2015 года. В дискуссиях приняли участие Ангела Меркель, Джо Байден, Джон Маккейн, Йенс Столтенберг, Урсула фон дер Лайен, Сергей Лавров.

## 52-я конференция
52-я конференция прошла с 12 по 14 февраля 2016 года.
Состав участников
Приняли участие дипломатические представители и руководители ЕС, стран Залива, НАТО, России и других стран. Председатель — Вольфганг Ишингер
Повестка дня
Обсуждался широкий круг вопросов, связанных с прекращением конфликта в Сирии

С докладами и обращениями выступили: министры обороны Германии — Урсула фон дер Ляйен и Франции — Жан-Ив Ле Дриан; король Иордании Абдалла II ибн Хусейн; главы государств Афганистана, Ирака, Ирана; министр иностранных дел Саудовской Аравии; министр иностранных дел Германии Ф.-В. Штайнмайер; генеральный секретарь НАТО Йенс Столтенберг; Государственный секретарь США Джон Керри; Генеральный секретарь ООН Кофи Аннан; Фату Бенсуда — главный прокурор Международного уголовного суда.
Кроме докладов, состоялись обсуждения с участием глав государств и ведущих политиков многих стран мира.
Совместное заявление
По результатам встречи участники совещания опубликовали совместное заявление от 12 февраля 2016, в котором, в частности, говорится:

… на этой неделе будет открыт гуманитарный доступ в осаждённые районы и что целевая группа МГПС («Международной группы поддержки Сирии», ISSG — прим. Википедии) в течение одной недели определит условия прекращения боевых действий по всей стране.

## 56-я конференция
56-я Мюнхенская конференция по безопасности проходила с 14 по 16 февраля 2020 года. Среди примерно 450 участников были президенты государств, известные политики, послы, высокопоставленные военные, эксперты по безопасности, представители международных организаций, науки и бизнеса из стран-членов НАТО и Европейского Союза, а также из других стран, таких как Россия, Китайская Народная Республика, Япония и Индия. Конференция 2020 года проходила под лозунгом «Беззападность» (англ. Westlessness) — «широко распространенное чувство тревоги и волнения перед лицом растущей неопределенности будущего и судьбы Запада», — о чем был представлен обширный доклад. 15 февраля 2020 на «полях» конференции Национальный исследовательский институт мировой экономики и международных отношений имени Е. М. Примакова РАН (ИМЭМО РАН) и форум «Примаковские чтения» второй год подряд провели международный круглый стол «Приоритеты внешней политики России в эпоху нового противоборства великих держав» (Russian Foreign Policy Choices in the New Era of Great Power Competition).

## 57-я конференция
Из-за пандемии COVID-19 57-я Мюнхенская конференция по безопасности состоялась 19 февраля 2021 года в онлайн режиме. Конференция проходила с участием Ангелы Меркель, Антониу Гутерриша, Эммануэля Макрона и Джо Байдена. Здесь в своем первом обращении к международной аудитории президент США провозгласил: "Америка вернулась", сигнализируя о том, что трансатлантические отношения снова являются приоритетом внешней политики США.

## 58-я конференция
58-я Мюнхенская конференция по безопасности проходила с 18 по 20 февраля 2022 года в отеле Байришер Хоф (нем. Hotel Bayerischer Hof). В связи с пандемией COVID-19 конференция проходила в условиях соблюдения строгих санитарно-гигиенических норм. Кроме всего прочего, количество участников было значительно сокращено. Среди присутствовавших были Олаф Шольц, Владимир Зеленский, Камала Харрис, Антониу Гутерриш и Урсула фон дер Ляен. За несколько дней до начала российского вторжения в Украину на конференции шли дискуссии о возможном начале вооруженной агрессии со стороны России. Кроме того, происходило множество мероприятий, которые освещали различные региональные конфликты и, среди прочего, касались сфер безопасности человека; рассматривались такие темы как глобальное здравоохранение, отсутствие продовольственной безопасности и гендерная перспектива в политике безопасности. В конце мероприятия Вольфганг Ишингер передал председательство на Мюнхенской конференции по безопасности своему преемнику, послу Кристофу Хойсгену.

## 59-я конференция
59-я Мюнхенская конференция по безопасности (MSC 2023) проходила с 17 по 19 февраля 2023 года в отеле Bayerischer Hof в Мюнхене.
В центре обсуждения находился продолжающейся российско-украинская война. Несмотря на это Владимир Путин не был приглашен и не присутствовал на конференции.
Лозунгом мероприятия был „Re:Vision“, что также является названием отчета, который Мюнхенская конференция по вопросам безопасности опубликовала перед началом конференции.
Обсуждались такие вопросы, как усиливающиеся усилия автократических государств пересматривать международный порядок. Конференция призвала создать новые совместные видения для международного порядка и сотрудничества, несмотря на геополитические вызовы. По общему мнению, причина напряженности и раскола в мире состоит в том, что Запад столкнулся с конфронтацией с Китаем и безразличным глобальным Югом.
Включение стран Глобального Юга в конференцию для обсуждения и содействия глобальным видениям стало возможным благодаря новому главе Мюнхенской конференции по безопасности — Кристофу Гойсгену.

## 60-я конференция
В пятницу, 14 февраля, в Германии стартует юбилейная (60-я по счету) Мюнхенская конференция по безопасности. Она продлится до 18 февраля, а повестка обещает быть насыщенной (MSC). В числе прочего, участники мероприятия обсудят ситуацию на Ближнем Востоке. Западные лидеры надеются оказать давление на Израиль, чтобы тот не осуществлял наземное наступление на палестинский Рафах.

## 61-я конференция
61-я Мюнхенская конференция по безопасности прошла с 14 по 16 февраля 2025 года. В ней участвовали около 60 глав государств и правительств, 150 министров и руководители международных организаций. Конференцию открыл президент Германии Франк-Вальтер Штайнмайер. Среди заявленных тем были вопросы управления мировой политикой, экономическое сотрудничество, ядерная многополярность, устойчивость демократии, климатические проблемы, различные вызовы глобальной безопасности. Дискуссии о состоянии международного порядка и будущем трансатлантического партнёрства. Обсуждение роли Европы в мировой политике. Вице-президент США Джей Ди Вэнс, выступил с речью, в которой открыто раскритиковал руководство Европейского союза, обвинив его в отступлении от свободы слова и демократии. Министр иностранных дел Китая Ван И в своём выступлении заявил, Китай выступает равенство между всеми странами вне зависимости от размера их территорий, и что Китай и Россия поддерживают друг с другом доверительные партнёрские отношения. Глава Еврокомиссии Урсула фон дер Ляйен заявила, что Евросоюз намерен ускорить процесс вступления Украины в состав сообщества.
По завершении конференции Йенс Столтенберг сменил Кристофа Хойсгена на посту нового председателя конференции.

## История и цель
В 1963 году была инициирована Международная конференция по вопросам безопасности Эвальдом-Генрихом фон Кляйст-Шменцином. Борец движения сопротивления из округа Штауффенберг работал над предотвращением будущих военных конфликтов, таких как Вторая мировая война. Участниками этого собрания было около 60 человек, включая Гельмута Шмидта и Генри Киссинджера.
Фон Кляйст возглавлял конференцию до 1997 года. Его преемником стал политический деятель и специалист по вопросам экономики Горст Тельчик, занимавший возглавлявший конференцию с 1999 по 2008 год. Под руководством Тельчика на конференцию по безопасности с 1999 г. начали приглашать представителей политики, бизнеса и военных из Центральной и Восточной Европы, а также из Индии, Японии и Китайской Народной Республики. С 2009 года конференцию возглавляет бывший дипломат Вольфганг Ишингер. С этого времени участниками конференции являются представители всего мира. В 2011 году Ишингер основал Фонд Мюнхенской конференции по безопасности, управляющим директором и председателем правления которого он был, пока Кристоф Хойсген не занял эту должность в феврале 2022 года.

## Общая информация о конференции
(См. также: Список Мюнхенских конференций по безопасности)
Мюнхенская конференция по безопасности является частной организацией, а не мероприятием, организованной правительством. Конференция служит платформой для дискуссий и обсуждений вопросов безопасности между участниками. В ходе конференции также организуются другие встречи. Более 100 параллельных мероприятий проводятся совместно с неправительственными организациями, в частности, такими как Трансперенси Интернешнл (англ. Transparency International), Гринпис (англ. Greenpeace) или Международная амнистия (англ. Amnesty International).
На Мюнхенской конференции по безопасности не принимаются межправительственные резолюции, имеющие обязательную силу, и не публикуются заключительные коммюнике. В 2011 г. во время Мюнхенской конференции по безопасности состоялся обмен ратификационными грамотами о ратификации Договора о сокращении стратегических наступательных вооружений (СHO-3) (англ. Strategic Arms Reduction Treaty, New START), который был подписан между США и Россией.
В преддверии конференции ежегодно, начиная с 2015 года, публикуется Мюнхенский отчет о безопасности (англ. Munich Security Report), который служит основой для обсуждения тенденций безопасности на Мюнхенской конференции по безопасности.
Университет Пенсильвании в пятый раз признал Мюнхенскую конференцию по безопасности 2021 года лучшей в мире конференцией аналитических центров.
Кроме самой конференции по безопасности, в течение года проходят другие мероприятия по разным темам, таким как энергетика или кибербезопасность.

## Другие события
Помимо главной конференции в феврале, Мюнхенская конференция по безопасности организует множество других мероприятий.
Мюнхенские встречи лидеров
С 2009 года в разных столицах мира проходят одна или две Мюнхенские встречи лидеров. Ограниченная группа участников обсуждает текущие вызовы внешней политики и политики с особым акцентом на конкретном региональном контексте. Эти встречи ранее назывались «встречи основной группы».
Мюнхенские стратегические отступления
Выбрана группа из 30-50 экспертов, лидеров и мыслителей, которые собираются вместе в частной, непубличной обстановке, чтобы разработать рекомендации по самым актуальным проблемам политики безопасности.
Круглые столы
Регулярные круглые столы с разным количеством участников проходят как в рамках международных встреч и мероприятий, так и как отдельные мероприятия. Некоторые круглые столы проводят в форме саммита, или как отдельные беседы в виртуальной форме. В ходе таких мероприятий обсуждаются различные вопросы, которые варьируются от европейской оборонной политики до кибербезопасности и безопасности человека.
Совет по инновациям в сфере безопасности
В 2021 году был создан Совет по инновациям в сфере безопасности Мюнхенской конференции по безопасности, объединяющий группу экспертов и эксперток по технологиям и оборонной политике с целью содействия обмену информацией относительно инноваций в сфере политики безопасности.

## Награды и сети

###### Премия Эвальда фон Клейста
С 2009 года премия Эвальда фон Клейста присуждается людям, внесшим особый вклад в «дело мира и разрешения конфликтов». Лауреаты получают медаль с надписью «Мир через диалог». С 2005 по 2008 годы премия вручалась под таким названием. Последними лауреатами премии были Джон Маккейн (2018), Алексис Ципрас и Зоран Заев (2019), ООН (2020), Ангела Меркель (2021) и Йенс Столтенберг (2022).

###### Премия Джона Маккейна
С 2019 года на Мюнхенской конференции по безопасности награждается до двух человек, подготовивших диссертации, посвященные трансатлантическим отношениям. Награда вручается в память о Джоне Маккейне совместно с партнерами Высшей школой политики Мюнхенского технического университета, Институтом политических исследований имени брата и сестры Шоллей Мюнхенского университета, Университетом федеральных вооруженных сил и Институтом управления имени Джона Маккейна. Награда включает участие в событиях Мюнхенской конференции по безопасности и денежный приз в размере 10 000 евро.

###### Мюнхенские молодые лидеры
Мюнхенская программа молодых лидеров работает в сотрудничестве с Körber Foundation с 2009 года. Ежегодно 25 молодых представителей правительственных институтов, парламентов, аналитических центров, медиа и компаний из Германии, стран-членов НАТО и стран-партнеров, а также стран Азии и Ближнего Востока избираются в качестве Мюнхенских молодых лидеров. Кроме индивидуальной программы, они принимают участие в заседаниях Мюнхенской конференции по безопасности. Это привлекает новое поколение лиц, принимающих решения, в среду конференции. Повестка дня и списки участников и спикеров мероприятий опубликованы в Интернете.

###### Программа для женщин-парламентариев
Начиная с Мюнхенской конференции по безопасности 2023 года, программа объединяет новое поколение женщин-парламентариев из Бундестага и Европарламента. Избранная группа женщин-парламентариев в течение года будет разрабатывать новые идеи для внешней политики, политики безопасности и развития Германии в различных форматах.